# Bataillon Pavel Soudoplatov
Le bataillon Pavel Soudoplatov (russe: Батальон имени Павла Судоплатов) est un bataillon de volontaires pro-russes dans l'oblast de Zaporijjia occupé par les Russes en Ukraine, du nom de l'officier du renseignement soviétique et natif de Melitopol, Pavel Soudoplatov.

## Histoire
Le bataillon a été créé en septembre 2022 et est composé d'Ukrainiens pro-russes et de volontaires étrangers. Elle est alliée aux autorités installées par la Russie dans l'oblast de Zaporijjia occupée, il est dirigé par Yevgeny Balitsky, dont le fils est membre du bataillon.
Le BPS a été officiellement enregistré en tant qu'entreprise unitaire d'État « Bataillon de volontaires nommé d'après PA Sudoplatov » par le Service fédéral des impôts. Les volontaires reçoivent 400 000 roubles ou 5 000 dollars américains.
Le 4 juillet 2023, le bataillon serait subordonné au BARS-32, cessant ainsi son existence en tant qu'unité indépendante.

### Combattants étrangers
Parmi les étrangers recrutés par le bataillon figurent des ressortissants de Serbie, de Suède et de Turquie.